# Іспанізація
Іспаніза́ція (ісп. Españolización; Hispanización), або Кастиліза́ція (ісп. Castellanización) — процес добровільного або насильницького переходу на іспанську (кастильську) мову, звичаї, прийняття іспанської ідентичності. Різновид культурної асиміляції. Мала місце у землях, завойованих Кастилією (згодом —Іспанією) протягом XV — XX століть: на Піренейському півострові (Арагон, Каталонія, Наварра, Галісія, Гранада, Португальське прикордоння), Канарських островах, в Латинській Америці, Філіппінах тощо. Іспанізація проводилася шляхом обмеження вжитку або тотальної заборони локальних мов; запровадженням іспанської мови як мови діловодства, освіти, церковної проповіді та засобів масової інформації; зміною місцевої топоніміки на іспанський лад; стимулюванням змішаних шлюбів, денаціоналізацією не-іспанців. Метою процесу було витворення такого підданого населення, що було лояльним до іспанського панування і відданим іспанській монархії.

## Приклади
- Олівенса